# Juan José Origel
Juan José Origel, aussi connu sous le pseudonyme de Pepillo (né le 14 septembre 1947 à León, Guanajuato, Mexique), est un acteur, animateur et producteur mexicain.

## Carrière
Juan José Origel commence sa carrière en 1996 comme acteur dans la telenovela Vivo por Elena où il interprète El Panameño aux côtés de Victoria Ruffo, Saúl Lisazo, Maty Huitrón, entre autres.
Il travaille dans l'émission télévisée Hoy.

## Filmographie

### Telenovelas
- 1998 : Vivo por Elena : El Panameño
- 1999 : Rosalinda
- 2001 : Diseñador ambos sexos : lui-même (épisode 36 : Rumores)
- 2003 : Clase 406
- 2004 : Rebelde
- 2006 : Mundo de fieras
- 2006 : La fea más bella : Journaliste
- 2007 : Destilando amor : Chismoso
- 2007 : Amor sin maquillaje
- 2008-2009 : Un gancho al corazón : Chismoso
- 2009 : Verano de amor : Bruno Gallarza
- 2009 : Plaza Sésamo
- 2013 : Amores verdaderos
- 2016 : Sueño de amor : Gonzalo Santillana[2]

### Producteur
- 2006 : Derecho de admisión[3]